# Antwerpen
Antwerpen (flamsko oz. nizozemsko Antwerpen, francosko Anvers) je flamsko mesto v Belgiji, je glavno mesto province Antwerpen in največje v avtonomni regiji Flandriji. S 520.000 prebivalci , je najgosteje naseljeno mesto v Belgiji. Njegovo metropolitansko območje ima okrog 1,2 milijona ljudi, kar pomeni, da je po velikosti takoj za Brusljem. 
Antwerpen leži ob reki Šeldi, ki ga s Severnim morjem povezuje estuarij Zahodne Šelde. Je približno 40 km severno od Bruslja in približno 15 km od nizozemske meje. Pristanišče je po velikosti med prvimi 20 na svetu in drugo v Evropi . Ima tudi najstarejšo borzno stavbo na svetu, prvič zgrajeno leta 1531, ponovno leta 1872, od leta 1997 pa je opuščena. 
Dolgo je bilo pomembno gospodarsko in kulturno mesto v državah na območju današnjega Beneluksa, še posebej pred špansko furijo (1576) ob nizozemskem uporu. Prebivalci Antwerpna imajo vzdevek sinjoren, po španskem señor  ali francoskem seigneur ('gospod') in se nanaša na španske plemiče, ki so vladali v 17. stoletju.  Danes je Antwerpen veliko trgovsko in kulturno središče in je drugo najbolj večkulturno mesto na svetu (za Amsterdamom) s 170 narodnostmi.  Znan je tudi kot svetovna prestolnica diamantov s svojim velikim okrožjem diamantov . Mesto je gostilo poletne olimpijske igre leta 1920.

## Zgodovina

### Izvor imena
Po ljudskem izročilu, ki ga ob mestni hiši ponazarja kip, je mesto dobilo ime po legendi o velikanu Antigonu, ki je živel blizu reke Šelde. Od tistih, ki so prečkali reko, je zahteval plačilo. Tistim, ki mu niso hoteli plačati, je odsekal roko in jo vrgel v reko. Velikana je ubil mlad rimski junak  Silvij Brabo, ki mu je odrezal roko in ga vrgel v reko. Od tod ime Antwerpen: nizozemsko hand werpen ('vreči roko').
Dolgoletna teorija je, da ime izvira iz galsko-rimskega obdobja in izhaja iz latinske besede antverpia, ki izhaja iz ante (prej) verpia (usedanje, sedimentacija), kar kaže na zemljo, ki nastane z odlaganjem na notranji strani reke. Reka Šelda je med letoma 600 in 750 tekla drugje. Ta tok je približno sovpadal s sedanjim obročem južno od mesta. Mesto je nastalo v nekdanjem okljuku reke. Mnogi zgodovinarji menijo, da ni verjetno, da bi bilo takrat že veliko naselje, ki bi se imenovalo 'Antverpia', ampak da je bila bolj nekakšna postaja ob prečkanju reke.
John Lothrop Motley trdi, tako kot tudi veliko nizozemskih etimologov in zgodovinarjev, da ime Antwerp izhaja iz anda in werpum [16], kar naj bi dalo an 't werf (na pristanišču). Aan 't werp (na zavoju) je tudi mogoče. Ta warp je umetni hrib ali rečni breg, ki je dovolj visok, da ostane suh pri visoki vodi. Druga beseda za werp je pol kot polder (suha površina, ki je plima ni preplavila).
Alfred Michiels je menil, da izpeljave, ki temeljijo na werpen, Antverpia, 'na pristanišču' ali 'na zavoju', nimajo zgodovinske podlage v obliki zapisov. Namesto tega opozarja na delo Vita Eligii ('Življenje svetega Eligija') iz 7. stoletja, ki ga je napisal škof Dado, v katerem je zapisana oblika Andoverpis. V njej vidi keltski izvor, ki označuje 'tiste, ki živijo na obeh bregovih'.

### Pred letom 1500
Zgodovinski Antwerpen je domnevno izviral iz galsko-rimskega vicusa, vasi. Izkopavanja na najstarejšem delu blizu Šelde med letoma 1952 in 1961 so odkrila lončarske delce in drobce stekla iz sredine 2. stoletja do konca 3. stoletja.
V 4. stoletju so Antwerpen prvič poimenovali, ker so ga naselili germanski Franki. 
Merovinški Antwerpen je v 7. stoletju evangeliziral sveti Amand. Konec 10. stoletja je Šelda postala meja Svetega rimskega cesarstva. Leta 980 je postal mejna grofija z grofijo Flandrijo, ki jo je ustanovil nemški cesar Oton II.
V 11. stoletju je bil Godfrej Bouillonski že nekaj let znan kot markiz Antwerpna. V 12. stoletju je Norbert iz Ksantena ustanovil občino svojih premonstratencev pri samostanu svetega Mihaela v Kaloisu. Antwerpen je bil tudi sedež Edvarda III. med njegovimi zgodnjimi pogajanji z Jacobom van Arteveldom, tam se je leta 1338 rodil njegov sin Lionel, vojvoda Clarenski. 

### 16. stoletje
Po zamuljenju Zwina (Zwin je naravni rezervat na obali Severnega morja na belgijsko-nizozemski meji. Sestavljen je iz vhodnega območja nekdanjega plimskega vhoda, ki je v srednjem veku povezoval Severno morje s pristanišči Sluis in Brugge v notranjosti) in posledičnem nazadovanju mesta Brugge je mesto Antwerpen, del vojvodine Brabant, postalo pomembnejše. Konec 15. stoletja so bile tuje trgovske hiše premeščene iz Bruggeja v Antwerpen, zgradba, dodeljena angleškemu narodu, je posebej omenjena leta 1510. Antwerpen je postal glavno mesto sladkorja v Evropi, ki je uvažal surovino iz portugalskih in španskih nasadov. Mesto je do leta 1550 pritegnilo italijanske in nemške rafinerije sladkorja, njihov prefinjeni izdelek pa so pošiljali v Nemčijo, zlasti v Köln . Posojevalci denarja in financerji so razvili velik posel po vsej Evropi, tudi z angleško vlado v letih od 1544 do 1574. Londonski bankirji so bili premajhni, da bi delali v takem obsegu, Antwerpen pa je imel zelo učinkovito borzo, ki je sama privlačila bogate bankirje iz vse Evrope. Po 1570-ih se je mestno bančno poslovanje zmanjšalo: Anglija se je leta 1574 nehala zadolževati v Antwerpnu. 
Fernand Braudel navaja, da je Antwerpen postal "središče celotnega mednarodnega gospodarstva, nekaj, kar Brugge nikoli ni bil, niti ko je bil na višku". Antwerpen je bil v tem času najbogatejše mesto v Evropi . Njegova zlata doba je tesno povezana z obdobjem raziskovanj. V njem je prebivalo veliko tujih trgovcev. Francesco Guicciardini, beneški izposojevalec, je napisal, da je dnevno priplulo stotine ladij, vsak teden pa tudi 2000 vozov. Portugalske ladje, polne paprike in cimeta, so raztovorjale tovor. Po Lucu-Normandu Tellierju »je pristanišče Antwerpen prineslo španski kroni sedemkrat več prihodkov kot španske kolonije v Ameriki«.
Brez trgovskih ladij na dolge razdalje in pod vodstvom oligarhije bankirskih aristokratov, ki so prepovedali trgovanje, je bilo gospodarstvo Antwerpna pod tujim nadzorom, zaradi česar je bilo mesto s prodajalci in trgovci iz Benetk, Dubrovnika (latinsko Ragusium), Španije in Portugalske zelo svetovljansko. Vladala je politika strpnosti, ki je privabila veliko judovsko skupnost, ki so jo sestavljali izseljenci iz Španije in Portugalske.
Antwerpen je v svoji zlati dobi doživel tri viške: prvi je temeljil na trgu s poprom, drugi na ameriškem srebru iz Seville (ki se je končal s stečajem Španije leta 1557) in tretji po italijanski vojni leta 1559, ki je temeljil na tekstilni industriji. V začetku 16. stoletja je Antwerpen predstavljal
40 % svetovne trgovine . Viški, krize in inflacija življenjskih stroškov so povzročali krizo manj usposobljenih delavcev. V stoletju po letu 1541 sta se mestno gospodarstvo in prebivalstvo dramatično zmanjševali, medtem ko je tekmec Amsterdam doživel veliko rast.
Reformacija je avgusta 1566 povzročila izbruh nasilnih neredov tako kot v drugih delih držav ob Severnem morju. Regentka Margareta, vojvodinja iz Parme, je bila zamenjana, saj je naslednje poletje Filip II. poslal vojvodo Albo na čelu vojske. Ko je leta 1568 izbruhnila osemdesetletna vojna, je bilo trgovanje med Antwerpnom in španskim pristaniščem Bilbao prekinjeno, ker ni bilo več mogoče. 4. novembra 1576 so španski vojaki oplenili mesto, 7000 prebivalcev je bilo mrtvih, 800 hiš požganih in bilo je za več kot 2 milijona funtov škode.
Nato se je leta 1579 mesto pridružilo Utrechtski zvezi in postalo glavno mesto nizozemskega upora. Leta 1585 ga je Alessandro Farnese, vojvoda Parme in Piacenze, po dolgem obleganju zavzel in po izpolnjenih pogojih za predajo, ki so jih postavili protestantski državljani, je  dve leti v mestu reševal zadeve, preden ga je zapustil. Večina je odšla v Republiko Nizozemsko na severu in začela se je zlata doba Nizozemske. Bančništvo v Antwerpnu je več generacij nadzirala Genova, Amsterdam pa je postal novo trgovsko središče.

### 17.–19. stoletje
Po priznanju neodvisnosti Združenih provinc z münstrsko pogodbo leta 1648 je bilo sklenjeno, da je Šeldo treba zapreti za plovbo, kar je uničilo trgovinske dejavnosti v Antwerpnu. To je veljalo do leta 1863, čeprav so se določbe med letoma 1795 do 1814 med francosko vladavino sprostile, tudi ko je bila Belgija del Kraljevine Združene Nizozemske (1815–1830). Antwerpen je dosegel najnižjo točko leta 1800, število prebivalcev pa je bilo manj kot 40.000, ko je Napoleon glede na njegov strateški pomen dodelil sredstva za povečanje pristanišča z gradnjo novega pristanišča (še vedno se imenuje Bonapartejevo pristanišče) in dostopom – zapornice in valobrane ter poglabljanje sistema Šelde, da bi se večje ladje lahko približale Antwerpnu. Napoleon je upal, da bo se s pristaniščem v Evropi lažje spopadel s pristaniščem v Londonu in oviral britansko rast. Toda preden je izpeljal načrt, je bil premagan v bitki pri Waterlooju.
Leta 1830 so mesto zajeli belgijski uporniki, vendar je citadelo še naprej zasedal nizozemski garnizon pod generalom Davidom Hendrikom Chasséjem. Mesto so občasno bombardirali, kar je povzročilo veliko škodo, konec leta 1832 pa je citadelo oblegala francoska severna armada pod poveljstvom maršala Gerarda. Med tem napadom je bilo mesto ponovno poškodovano. Decembra 1832 se je Chassé po častni obrambi predal in obleganje Antwerpna je bilo končano (1832).
Kasneje v tem stoletju je bil približno 10 km iz središča mesta zgrajen dvojni prstan trdnjave Brialmont, ker je bil Antwerpen pomemben za preživetje mlade belgijske države. V zadnjem desetletju se je Antwerpen predstavil svetu s svetovno razstavo, ki jo je obiskalo 3 milijone ljudi. 

### 20. stoletje
Antwerpen je bil prvo mesto, ki je gostilo svetovno prvenstvo v gimnastiki leta 1903. Med prvo svetovno vojno je mesto postalo obrambna točka belgijske vojske po porazu v Liègu. Obleganje Antwerpna je trajalo 11 dni in je po težkih bojih nemške vojske padlo, Belgijci pa so morali oditi na zahod. Antwerpen je ostal pod nemško zasedbo do premirja.
Antwerpen je gostil poletne olimpijske igre 1920. Med drugo svetovno vojno je bilo mesto zaradi pristanišča pomemben strateški cilj. Nemčija ga je zasedla maja 1940 in ga je 4. septembra 1944 osvobodila britanska 11. oklepna divizija. Nato so Nemci poskušali uničiti pristanišče Antwerpen, ki so ga zavezniki uporabili za pripravo materiala na kopnem. Izpuščenih je bilo tisoče izstrelkov rheinbotov, V-1 in V-2, kar je povzročilo hude poškodbe mesta, vendar ni uspelo uničiti pristanišča zaradi slabe natančnosti. Po vojni je Antwerpen, ki je pred vojno že imel precej judovskega prebivalstva, ponovno postal pomembno evropsko središče ortodoksnega haredskega judovstva (in zlasti hasidijskega judovstva).
Desetletni načrt za pristanišče Antwerpen (1956–1965) je razširil in posodobil infrastrukturo pristanišča z državnimi sredstvi za gradnjo vrste pristaniških kanalov. Širši cilj je bil olajšati rast severovzhodne metropolitanske regije Antwerpen, ki je privabila novo industrijo, ki temelji na prilagodljivem in strateškem izvajanju projekta kot koprodukcija med različnimi organi in zasebnimi strankami. Načrtu je uspelo razširiti linearno postavitev vzdolž reke Šelde s povezovanjem novih satelitskih skupnosti v glavni trak. 
Od devetdesetih let dvajsetega stoletja je Antwerpen svetovni modni center. Poudarja avantgardo, poskušal je tekmovati z Londonom, Milanom, New Yorkom in Parizom. Razvijajo turizem in imajo veliko megakulturnih dogodkov. 

## Upravna ureditev
Občina obsega mesto Antwerpen in več naselij. Razdeljena je na devet okrožij: Antwerpen, Berchem, Berendrecht-Zandvliet-Lillo, Borgerhout, Deurne, Ekeren, Hoboken, Merksem, Wilrijk.
Leta 1958 so se pri pripravi desetletnega razvojnega načrta za pristanišče Antwerpen občine Berendrecht-Zandvliet-Lillo priključile mestnemu ozemlju in izgubile svojo upravno neodvisnost. Med združitvijo občin iz leta 1983, s katero želi belgijska vlada poenostaviti upravo, so se združile občine Berchem, Borgerhout, Deurne, Ekeren, Hoboken, Merksem in Wilrijk. V tistem času je bilo mesto razdeljeno tudi v zgoraj navedena okrožja. Hkrati so okrožja prejela imenovani okrožni svet; pozneje so okrožni sveti postali izvoljeni organi.

## Znamenitosti
V 16. stoletju je Antwerpen popisal bogastvo svojih državljanov (Antwerpia nummis). Hiše  bogatih trgovcev in proizvajalcev so bile ohranjene po vsem mestu, vendar pa je ogenj uničil več starih stavb, kot je hiša hanzeatske lige v severnem pristanišču leta 1891. Med drugo svetovno vojno je bilo mesto precej poškodovano zaradi bombardiranja, v zadnjih letih pa so bile nekatere pomembne stavbe porušene zaradi novega razvoja.
- Živalski vrt je bil odprt leta 1843 in je eden najstarejših na svetu.
- Mestna hiša je iz leta 1565 in ima zvonik v renesančnem slogu.
- Centralno železniško postajo je oblikoval Louis Delacenserie in je bila končana leta 1905.
- Stolnica Matere Božje je cerkev, katere gradnja se je začela v 14. stoletju in končala leta 1518. Cerkev ima štiri Rubensova dela: Snemanje s križa, Dviganje  križa, Jezusovo vstajenje in Marijino vnebovzetje.
- Cerkev svetega Jakoba, je bolj okrašena od stolnice. V njej je veliko znamenitih plemiških grobov, med njimi večji del Rubensove družine.
- Cerkev svetega Pavla ima prekrasno baročno notranjost. Stoji nekaj sto metrov severno od Glavnega trga.
- Muzej Vleeshuis (Mesarska hiša) je lepa gotska opečnata stavba severozahodno od Glavnega trga.
- Muzej tiskarstva Plantina-Moretusa - tiskarski muzej je v hiši tiskarja Christoffela Plantina in njegovega naslednika Jana Moretusa je na seznamu Unescove svetovne dediščine od leta 2005.
- Maison Guiette je zasnoval švicarsko-francoski arhitekt Le Corbusier leta 1926 in je bil dokončan leta 1927. Služil je kot dom in delovno mesto belgijskega slikarja Renéja Guietteja. To je edina preostala stavba, ki jo je zasnoval Le Corbusier v Belgiji. Je na Unescovem seznamu svetovne dediščine.
- Cerkev svetega Bonifacija je anglikanska cerkev in sedež severnozahodnoevropske nadškofije.
- Kmečki stolp (Boerentoren) ali KBC Tower ali Torengebouw van Antwerpen, 26-nadstropna zgradba, zgrajena leta 1932, je najstarejši nebotičnik v Evropi, [17] najvišja stavba v Antwerpnu in druga najvišja zgradba za stolnico Matere Božje. Stavbo so oblikovali Emiel van Averbeke, R. Van Hoenacker in Jos Smolderen. [18]
- Kraljevi muzej lepih umetnosti.
- Rubensova hiša (Rubenshuis) je nekdanji dom in Rubensov atelje (1577–1640) v Antwerpnu. Zdaj je muzej.
- Rockoxova hiša je nekdanja rezidenca Nicolaasa II. Rockoxa, župana Antwerpna iz 17. stoletja.
- Menjalnica ali borza. Sedanja stavba je bila zgrajena leta 1872.
- Sodišče so oblikovali Richard Rogers, Arup in Studio VK. Aprila 2006 ga je odprl kralj Albert II. Je nasprotje težke temne stavbe, ki jo je oblikoval Joseph Poelaert in prevladuje na obzorju Bruslja. Sodne dvorane so na vrhu šestih prstov, ki žarijo iz zračne osrednje dvorane in so obkrožene s konicami, ki zagotavljajo severno svetlobo in spominjajo na stare sušilnice ali jadra barž na bližnji reki Šeldi. Zgrajena je tam, kje je bila včasih stara postaja Jug (Zuid) na koncu veličastnega 1,5 km dolgega razgleda na južnem koncu ceste Amerikalei. Cesta izgine v podvozu pod ovalnimi Bolivarplaatsi in se priključi avtocestnemu obroču. To omogoča pešcem, kolesarjem ali tramvajem miren dostop. Najvišje "jadro" stavbe je visoko 51 m in ima površino 77.000 m², stalo je 130 milijonov evrov.
- Zurenborg, soseska iz 19. stoletja v slogu belle époque je na meji Antwerpna in Berchema z mnogimi arhitekturnimi elementi art nouveauja. Območje velja za eno najizvirnejših mestnih širitvenih območij zlatih časov (belle époque) v Evropi.
- Muzej ob reki (aan de Stroom ) je največji muzej o zgodovini mesta.
- Botanični vrt v Antwerpnu iz leta 1825 je v središču mesta na Leopoldovi cesti in pokriva površino skoraj 1 hektarja.

## Utrdbe
Čeprav je bil Antwerpen nekoč utrjeno mesto, ni ostalo skoraj nič od nekdanjega mestnega obzidja. Nekaj ostankov je mogoče videti blizu Mesarske hiše na vogalu Bloedberga in Burchtgrachta. Replika gradu Steen je bila v 19. stoletju delno obnovljena v bližini Scheldt-quaisa. Razvoj Antwerpna kot utrjenega mesta je dokumentiran med 10. in 20. stoletjem. Utrdbe so bile razvite v različnih fazah:
- 10. stoletje: utrdba pristanišča z obzidjem in jarkom
- 12. in 13. stoletje: narejeni so bili kanali (tako imenovani "vlieten" in "ruien")
- 16. stoletje: španska utrdba
- 19. stoletje: dvojni prstan okrožja Brialmont okoli mesta, rušenje španskih utrdb
- 20. stoletje: rušenje notranjega obroča utrdb 1960, razgradnja zunanjega obroča utrdb

## Gospodarstvo
Po podatkih ameriškega združenja pristaniških oblasti (American Association of Port Authorities  – AAPA) je bilo pristanišče v Antwerpnu leta 2005 17. največje (po tonah) pristanišče na svetu in drugo za Rotterdamom v Evropi. V njem je treba obvladati veliko količino privlačnega splošnega in projektnega tovora ter razsutega tovoram. Antwerpenski pomoli s petimi naftnimi rafinerijami so sedež ogromne koncentracije petrokemične industrije, tudi drugega petrokemijskega grozda v Houstonu v Teksasu. Pridobivanje električne energije je tudi pomembna dejavnost s štirimi jedrskimi elektrarnami v Doelu, konvencionalno elektrarno v Kallu, pa tudi nekaj manjšimi obrati. V severnem delu pristaniške cone je vetrna elektrarna. Imajo že načrte za razširitev v obdobju 2014–2020 . Stari belgijski pristani iz modrega naravnega kamna, ki mejijo na Šeldo na razdalji 5,6 km severno in južno od mestnega središča, so ohranjeni zaradi svoje sentimentalne vrednosti in se uporabljajo predvsem za potniške ladje in kratke ladijske prevoze.
Druga odlična gospodarska panoga v Antwerpnu je trgovina z diamanti, ki poteka v glavnem znotraj okrožja diamantov. Mesto ima štiri diamantne borze: Diamond Club v Antwerpnu, Beurs voor Diamanthandel, Antwerpsche Diamantkring in Vrije Diamanthandel.  Po drugi svetovni vojni so družine velike hasidske judovske skupnosti obvladovale antwerpensko industrijo trgovanja z diamanti, v zadnjih dveh desetletjih pa postajajo indijski  in maronitski kristjani iz Libanona in Armenije kot trgovci vedno pomembnejši. Antwerpenski svetovni diamantni center, naslednik Hoge Raad voor Diamant, igra pomembno vlogo pri določanju standardov, ki urejajo poklicno etiko, usposabljanje in spodbujanje interesov Antwerpna kot glavnega mesta industrije diamantov.

## Kultura
Antwerpenski umetniški ugled v 17. stoletju je temeljil na slikarski šoli z znanimi predstavniki, med njimi Rubens, Van Dyck, Jordaens, oba Teniersa in mnogi drugi.
Večina Antwerpenčanov vsak dan govori antwerpščino, narečje, ki je s svojo značilno izgovarjavo samoglasnikov drugačno od drugih brabantskih narečij. Gledališče Echt Antwaarps (Pravo antwerpensko gledališče) ima predstave v narečju. 

### Lokalni izdelki
Antwerpen je znan po svojih lokalnih izdelkih. Avgusta vsako leto poteka Bollekesfeest. To je razstava domačih izdelkov, kot so bolleke, rumenkastorjavo pivo iz pivovarne De Koninck, mokatinske slaščice družbe Confiserie Roodthooft, Elixir D'Anvers, lokalno izdelan liker, lokalno pražena kava družbe Koffie Verheyen, sladkor družbe Candico, slaniki Poolster in konjsko meso Equinox, so same lokalne specialitete. Zelo znani so piškoti Antwerpen Handjes. Običajno so narejeni iz testa z mandlji ali mlečno čokolado, so simbol blagovne znamke in folklore Antwerpna. Lokalne izdelke zastopa nedobičkonosna organizacija Streekproducten Provincie Antwerpen.

### Misijoni za pomorščake
V Antwerpnu imajo sedež številni krščanski misijoni za pomorščake, predvsem na Italiëlei, Misijon pomorščakov, Britansko in mednarodno mornarsko društvo, Finski pomorski misijon, Norveški Sjømannskirken in Apostleship of the Sea. Imajo kavarne, organizirajo kulturne in družabne dejavnosti ter verske obrede.

## Mednarodni odnosi

### Pobratena mesta
- Rotterdam, Nizozemska, 1940
- Mulhouse, Francija, 1954
- Marseille, Francija, 1958
- Sankt Peterburg, Rusija, 1958
- Rostock, Nemčija,1963
- Šanghaj, Kitajska, 1984
- Akhisar, Turčija, 1988
- Haifa, Izrael, 1995
- Kaapstad, Južna Afrika, 1996
- Barcelona, Španija, 1997
- Ludwigshafen, Nemčija, 1998

### Partnerska mesta
- Paramaribo, Suriname
- Durban, Južnoafriška republika